# Sapač
Sapač je priimek v Sloveniji, ki ga je po podatkih Statističnega urada Republike Slovenije na dan 1. januarja 2025 uporabljalo 158 oseb in je med vsemi priimki po pogostosti uporabe uvrščen na 2.824. mesto. V Pomurski statistični regiji je največ prebivalcev s tem priimkom (121 oseb).

## Znani nosilci priimka
- Eva Sapač, raziskovalka
- Evgen Sapač (1937–2018), politik
- Igor Sapač (*1977), arhitekt, umetnostni zgodovinar,
- Irena Sapač, raziskovalka